# Property Specification Language
Pour les articles homonymes, voir PSL.
Le Property Specification Language (PSL) (en français : Langage de spécification par propriétés) est basé sur le langage Sugar d’IBM. Il a été approuvé par l’organisme Accellera en mai 2003, et par l’IEEE en septembre 2004.
C'est un langage formel qui permet de réaliser une spécification matérielle à l'aide de propriétés et d'assertions. Du fait de la haute précision mathématique du langage, l'opération de description retire toute ambiguïté à la spécification résultante. C'est un langage rapide à assimiler, basé sur une syntaxe relativement simple.

## Son utilisation
Les assertions peuvent ensuite être interprétées par un moteur de simulation (vérification dynamique) ou un outil de vérification formelle (vérification statique) qui supporte le langage. Le PSL permet également de relever le nombre de mise à l'épreuve d'une propriété lors d'une simulation ou d'une analyse. Cela permet, en fin de phase de vérification, de justifier du taux de couverture réalisé.

## Inclus dans le code VHDL
```
library
 
ieee
;

use
 
ieee.std_logic_1164.
all
;

entity
 
receiver
 
is

 
port
 
(
clk
       
:
 
in
  
std_logic
;
 

          
(
…
)

          
B
       
:
 
in
 
std_logic
;

          
C
       
:
 
in
 
std_logic
);

end
 
receiver
;

architecture
 
archi
 
of
 
receiver
 
is

Begin

-- Commentaires VHDL

-- psl default clock is rose(clk);

-- psl assert always (A→next(B));

-- psl assert always A→E before B;

-- psl C_then_FC: assert always C|⇒{F[→2];C}; 

    
(
…
VHDL
…
)

end
 
archi
;

```

## Exemple en PSL
Cette unité de verification (vunit) permet de vérifier sur front montant de CLK qu'on n'a jamais SCLK=0 quand CS_N=1:
```
vunit
 
checker_spi
(
top
)

  
default
 
clock
 
:
 
posedge
(
CLK
);

  
property
 
p0
 
:
 
never
(
!
SCLK
 
&&
 
CS_N
);

  
d0
 
:
 
assert
 
p0
;

```

Cette unité de verification (vunit) permet de vérifier sur front montant de CLK qu'on a 8 coups d'horloge SCLK après le passage à 0 de CS_N:
```
vunit
 
checker_spi
(
top
)

  
default
 
clock
 
:
 
posedge
(
CLK
);

  
sequence
 
fe_CS_N
 
:
 
{
CS_N
;
!
CS_N
};

  
property
 
p0
 
:
 
always
({
fe_CS_N
}
 
|
→
 
{
SCLK
;{
!
SCLK
;
SCLK
}[
*
8
]});

  
d0
 
:
 
assert
 
p0
;

```